# جواد أوخيك
جواد أوخيك لاعب كرة قدم سعودي، يلعب كمهاجم في نادي الصفا.